# Ove Sköllerholm
Ove Sköllerholm, född 23 augusti 1939 i Trollhättan, död 23 juli 1996, var en svensk jurist.
Sköllerholm avlade juris kandidatexamen vid Lunds universitet 1965, gjorde tingstjänstgöring 1965–1968 och blev utnämnd till fiskal i Svea hovrätt 1968. Han anställdes vid en advokatbyrå 1969. Sköllerholm var sekreterare i Arbetsdomstolen 1971–1972, biträdande sekreterare i arbetsrättskommittén 1973–1974, utnämndes till assessor i Svea hovrätt 1975 och arbetade som sakkunnig i Justitiedepartementet 1975–1984. Han blev hovrättsråd i Svea hovrätt 1984, hovrättslagman i samma hovrätt 1986 och ordförande i Arbetsdomstolen 1984.
Han utnämndes 1996 till justitieråd, men avled samma år.